# Liste des gravures d'Adrien de Witte

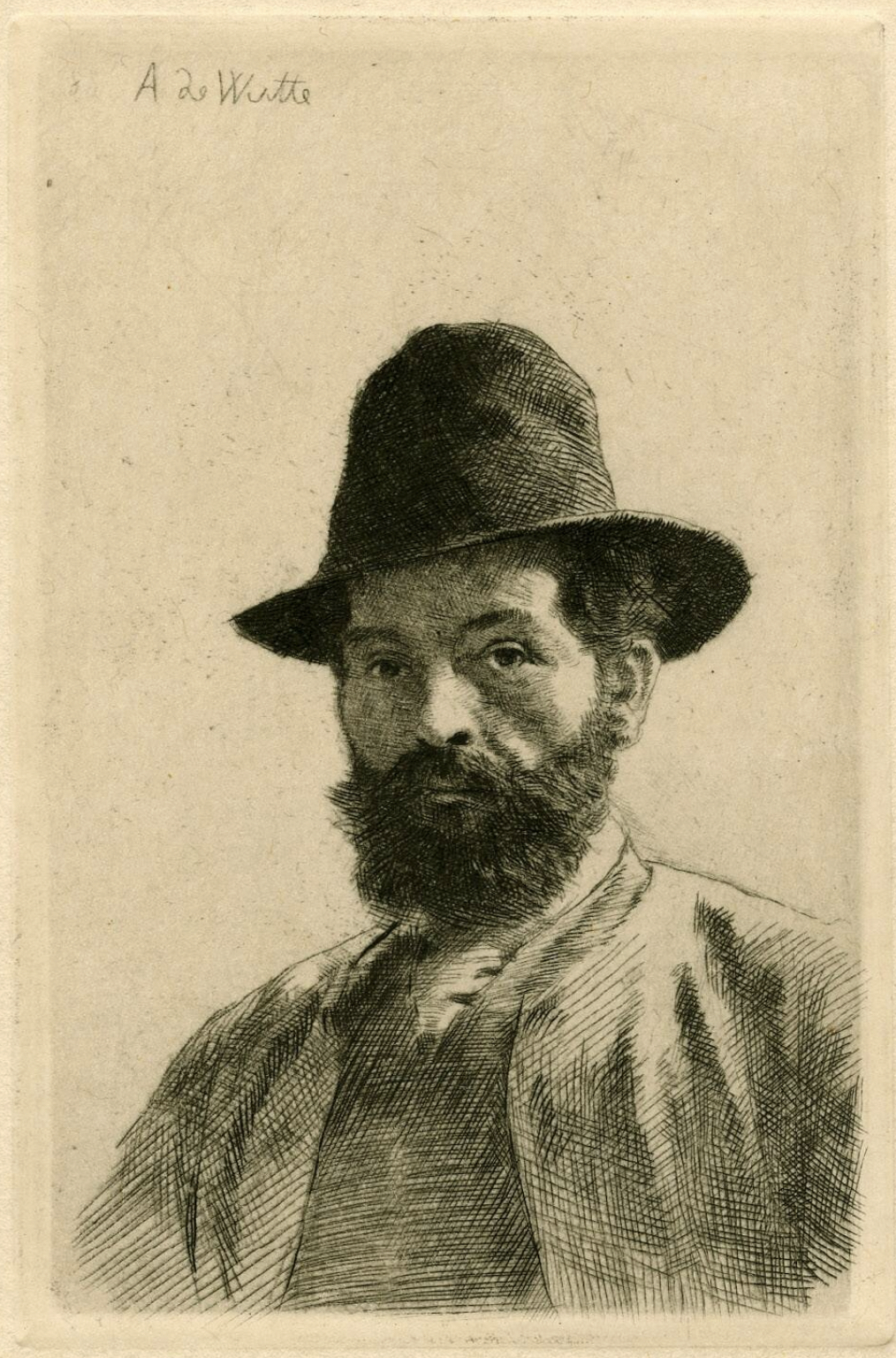
Étude de tête d'homme avec un chapeau haut, 1889.

La liste des gravures d'Adrien de Witte couvre l'activité d'Adrien de Witte comme graveur de 1870 à 1902.

## Historique des catalogues des gravures
La première liste des gravures d'Adrien de Witte est effectuée en 1927 par Armand Rassenfosse, élève et ami de l'artiste, qui n'a pas manqué « de le consulter pour établir une nomenclature aussi précise et aussi complète que possible ». Le catalogue est publié la même année par Charles Delchevalerie dans son ouvrage Adrien de Witte : peintre, dessinateur et graveur. Catalogue de son œuvre précédé d'une notice par Charles Delchevalerie. Un total de 191 gravures y sont répertoriées (188 numéros d'inventaire plus trois gravures numérotées en bis), avec les informations suivantes : date, numéro d'inventaire, titre et notes complémentaires.
Le second catalogue est le fruit du travail accompli par Françoise Clercx-Léonard-Etienne et Sylvie Lejeune dans le cadre de l'exposition dédiée à l'artiste qui se tient au cabinet des Estampes et au musée de la Boverie du 11 septembre au 15 novembre 1981. Le catalogue de l'exposition fournit différentes informations à propos des 117 gravures d'Adrien de Witte qui y sont exposées : titre, date, technique de l'estampe, dimensions, numéro d'inventaire du catalogue Delchevalerie-Rassenfosse, collection et notes complémentaires. Cette seconde liste reprend telle quelle la numérotation du catalogue Delchevalerie-Rassenfosse y ajoutant juste un numéro 63bis qui porte le total des gravures cataloguées à 192.

## Liste des gravures
L'artiste emploie principalement l'eau-forte, retravaillant souvent la planche à la pointe sèche par après,. Il utilise aussi, bien que beaucoup plus rarement, le vernis mou et la photogravure.
La date de réalisation des estampes reprise dans le catalogue Delchevalerie-Rassenfosse fait référence aux premiers états de l'oeuvre, qui le plus souvent est achevée la même année. Il existe néanmoins plusieurs cas où le temps écoulé entre les premiers états d'une oeuvre et sa finalisation est plus long, comme par exemple La lessiveuse (catalogue Delchevalerie-Rassenfosse no 107) commencée en 1880 mais achevée en 1888 au travers de ni plus ni moins que 36 états.
Sauf mention contraire, les données reflétées dans la présente liste sont extraites des catalogues Delchevalerie-Rassenfosse de 1927 et Clercx-Lejeune de 1981.
| Num. catalogue Delchevalerie-Rassenfosse | Date      | Titre                                                                                | Technique(s)                       | Dimensions      | Notes | Image |
| ---------------------------------------- | --------- | ------------------------------------------------------------------------------------ | ---------------------------------- | --------------- | --- | ----- |
| 1                                        | 1870-1874 | Tête d'homme barbu de trois quarts dans un cercle                                    | Eau-forte                          | 3 × 3 cm        | - |       |
| 1bis                                     | 1870-1874 | Têtes diverses, au centre le mot étude                                               | Eau-forte et aquatinte             | 8,5 × 19,5 cm   | - |       |
| 2                                        | 1870-1874 | -                                                                                    | -                                  | -               | - |       |
| 3                                        | 1870-1874 | Portrait de femme                                                                    | Eau-forte                          | 6 × 4,5 cm      | - |       |
| 4                                        | 1870-1874 | -                                                                                    | -                                  | -               | - |       |
| 5                                        | 1875      | Tête d'homme                                                                         | -                                  | -               | - |       |
| 6                                        | 1875      | Tête de femme penchée                                                                | Eau-forte                          | 10 × 7 cm       | - |       |
| 7                                        | 1875      | Femme écoutant un Terme                                                              | Eau-forte                          | 13,7 × 9 cm     | Gravure basée sur un dessin à la plume de la même année. |       |
| 8                                        | 1875      | -                                                                                    | -                                  | -               | - |       |
| 9                                        | 1875      | Têtes diverses                                                                       | Eau-forte et pointe sèche          | 6,3 × 7,3 cm    | Tête de femme tournée de trois quarts à gauche ; tête d'homme en chapeau et petite tête de femme à l'envers. |       |
| 10                                       | 1875      | Daphnis et Chloé                                                                     | Eau-forte                          | 7 × 9,5 cm      | - |       |
| 11                                       | 1875      | Portrait de Monsieur T… d'après photographie                                         | -                                  | -               | Planche détruite. |       |
| 12                                       | 1875      | Tête d'enfant                                                                        | -                                  | -               | - |       |
| 13                                       | 1875      | Dame avec un parapluie                                                               | Eau-forte et pointe sèche          | 10 × 6,8 cm     | - |       |
| 14                                       | 1876      | Croquis d'Amour tirant de l'arc, objets de toilette                                  | -                                  | -               | - |       |
| 15                                       | 1876      | Amour tirant de l'arc, objets de toilette                                            | Eau-forte et pointe sèche          | 10 × 7 cm       | Frontispice pour Oh ! Les femmes ! d'Alfred Herman. |       |
| 16                                       | 1876      | -                                                                                    | -                                  | -               | - |       |
| 17                                       | 1876      | Portrait de Monsieur Gérimont                                                        | Eau-forte et pointe sèche          | 25 × 15,7 cm    | - |       |
| 18                                       | 1876      | Effet de lumière                                                                     | Eau-forte                          | 18 × 13 cm      | - |       |
| 19                                       | 1876      | Femme assise tenant une écuelle et une cuiller                                       | Eau-forte                          | 12,8 × 8,9 cm   | - |       |
| 20                                       | 1876      | La tricoteuse endormie                                                               | Eau-forte et pointe sèche          | 10 × 7 cm       | - |       |
| 21                                       | 1876      | Vieux assis                                                                          | Eau-forte et pointe sèche          | 12 × 8 cm       | - |       |
| 22                                       | 1876      | Buste d'homme les bras croisés                                                       | Eau-forte et pointe sèche          | 10 × 7 cm       | - |       |
| 23                                       | 1876      | Femme qui se coiffe                                                                  | Eau-forte et pointe sèche          | 8,4 × 6,4 cm    | - |       |
| 24                                       | 1876      | Frontispice pour Contes et Rythmes d'Hector de Backer                                | Eau-forte et pointe sèche          | 16,3 × 10 cm    | - |       |
| 25                                       | 1876      | Enfant                                                                               | Eau-forte                          | 12,6 × 8,9 cm   | - |       |
| 26                                       | 1876      | Femme nue                                                                            | Eau-forte                          | 17,1 × 12,8 cm  | - |       |
| 27                                       | 1876      | Enfant de profil dans sa chaise                                                      | Eau-forte                          | 17,7 × 12,8 cm  | Le petit Jacques Bernimolin, neveu d'Adrien de Witte. |       |
| 28                                       | 1876      | Enfant qui dort                                                                      | Eau-forte                          | 14,5 × 10,5 cm  | - |       |
| 29                                       | 1876      | Buste de femme de profil                                                             | Eau-forte et pointe sèche          | 12,3 × 8,9 cm   | Gravure basée sur un dessin à la plume de la même année. |       |
| 30                                       | 1876      | Portrait d'Hubert Zeyen                                                              | Eau-forte et pointe sèche          | 12,1 × 8,9 cm   | - |       |
| 31                                       | 1876      | Portrait d'Alfred Herman                                                             | Eau-forte et pointe sèche          | 19,5 × 15 cm    | Gravure basée sur un dessin à la plume de la même année. |       |
| 32                                       | 1876      | Chat sur une chaise                                                                  | Pointe sèche                       | 9 × 6 cm        | - |       |
| 33                                       | 1876      | Baraque et tonneau                                                                   | Eau-forte                          | 18 × 12,8 cm    | - |       |
| 34                                       | 1876      | Entrée d'un escalier près de San Pietro in Vincoli à Rome                            | Eau-forte                          | 12,8 × 17,8 cm  | - |       |
| 35                                       | 1876      | Tête de femme italienne de profil                                                    | Eau-forte et pointe sèche          | 15 × 9 cm       | - |       |
| 36                                       | 1876      | Portrait de Taïée                                                                    | Eau-forte et pointe sèche          | 10 × 7 cm       | Ami d'Adrien de Witte, Alphonse Taïée est un sculpteur amateur. |       |
| 37                                       | 1876      | Homme assis lisant                                                                   | Eau-forte et pointe sèche          | 13,4 × 8,9 cm   | - |       |
| 38                                       | 1876      | Tête de trois quarts                                                                 | -                                  | -               | - |       |
| 39                                       | 1876      | Têtes diverses (enfants)                                                             | -                                  | -               | - |       |
| 40                                       | 1876      | Vue à Venise                                                                         | Eau-forte et pointe sèche          | 9,3 × 12 cm     | - |       |
| 41                                       | 1876      | Vue à Venise, passage voûté et gondole                                               | -                                  | -               | - |       |
| 42                                       | 1876      | Nature morte                                                                         | -                                  | -               | - |       |
| 43                                       | 1876      | Petite tête de femme de profil dans un cercle                                        | Eau-forte et pointe sèche          | 2,4 × 2,4 cm    | - |       |
| 44                                       | 1876      | Petite tête d'homme de face dans un cercle                                           | -                                  | -               | - |       |
| 45                                       | 1876      | Portrait de Mademoiselle Martine Zeyen                                               | Eau-forte et pointe sèche          | 11,4 × 8,7 cm   | Fille aînée de Léonard Hubert Zeyen, née en 1864 et donc âgée d'une douzaine d'années lorsque de Witte effectue cette gravure. |       |
| 46                                       | 1876      | Portrait de François Nys, imprimeur en taille-douce                                  | Eau-forte                          | 16 × 10 cm      | - |       |
| 47                                       | 1876      | Tête de vieillard dans un petit cercle                                               | Eau-forte et pointe sèche          | 2,4 × 2,4 cm    | - |       |
| 47bis                                    | 1876      | Tête de femme dans un petit cercle                                                   | Eau-forte et pointe sèche          | 2,5 × 2,5 cm    | - |       |
| 48                                       | 1876      | Femme assise dans un fauteuil tenant un enfant sur ses genoux                        | Eau-forte                          | 25 × 17,8 cm    | - |       |
| 49                                       | 1876      | Femme assise de profil dans un fauteuil tenant un enfant sur ses genoux              | Eau-forte,                         | 24,5 × 18,1 cm, | - |       |
| 50                                       | 1876      | Daphnis jouant de la flûte et Chloé tressant des fleurs                              | Eau-forte                          | 12,6 × 18,6 cm  | - |       |
| 51                                       | 1876      | Monsieur Durup fumant sa pipe                                                        | Eau-forte                          | 12,5 × 10,5 cm  | Achille-Guillaume Durup de Baleine (1817-1883) est, de 1842 à 1858, Directeur de l'Enseignement et Instituteur en Chef de l'Institut des Sourds-Muets et des Aveugles de Liège, puis il est nommé Préfet des Études jusqu'à sa retraite en 1875.              |       |
| 52                                       | 1876      | Petite dame de profil                                                                | Eau-forte                          | 8 × 3,7 cm      | - |       |
| 53                                       | 1876      | Tête d'homme                                                                         | -                                  | -               | - |       |
| 54                                       | 1876      | -                                                                                    | -                                  | -               | - |       |
| 55                                       | 1876      | Titre (pour une collection d'eaux-fortes)                                            | -                                  | -               | - |       |
| 56                                       | 1876      | Vue de Liège                                                                         | Eau-forte                          | 11 × 17,6 cm    | - |       |
| 57                                       | 1876      | Tête de femme de profil dans un petit cercle                                         | -                                  | -               | - |       |
| 58                                       | 1876      | Tête de femme baissée                                                                | Eau-forte                          | 8 × 5 cm        | - |       |
| 59                                       | 1876      | Botteresses chargeant du charbon                                                     | Eau-forte                          | 10 × 7,4 cm     | - |       |
| 60                                       | 1876      | Tête de vieillard                                                                    | Eau-forte et pointe sèche          | 9 × 8 cm        | - |       |
| 61                                       | 1876      | La petite servante                                                                   | Eau-forte                          | 14 × 8 cm       | - |       |
| 62                                       | 1876      | Petite tête de femme dans un petit cercle                                            | -                                  | -               | - |       |
| 63                                       | 1876      | Petite tête d'homme en chapeau dans un petit cercle                                  | Eau-forte                          | 2,8 × 2,8 cm    | - |       |
| 63bis                                    | 1876      | Petite tête d'homme en chapeau dans un petit cercle                                  | Eau-forte                          | 2,8 × 2,8 cm    | - |       |
| 64                                       | 1877      | Petite scène de famille                                                              | -                                  | -               | Planche détruite. |       |
| 65                                       | 1877      | Chloé lavant Daphnis tombé dans le piège à loups                                     | Eau-forte                          | 7 × 10 cm       | Planche détruite. |       |
| 66                                       | 1877      | Buste de femme appuyée et lisant                                                     | Eau-forte et pointe sèche          | 7,5 × 6,3 cm    | - |       |
| 67                                       | 1877      | Femme assise tenant un petit chien                                                   | Eau-forte et pointe sèche          | 24 × 15,7 cm    | - |       |
| 68                                       | 1877      | Tête de femme de trois quarts                                                        | Eau-forte et pointe sèche          | 18,1 × 12,8 cm  | - |       |
| 69                                       | 1877      | Femme assise tricotant et lisant                                                     | Eau-forte                          | 8 × 5 cm        | - |       |
| 70                                       | 1877      | Portrait de Halleux, sculpteur                                                       | Eau-forte et pointe sèche          | 10 × 7 cm       | Jean Joseph Halleux (1817-1876) est élève de Gérard Buckens et, entre autres, auteur d'un plâtre bronzé, Caïn, conservé au musée des Beaux-Arts de Liège. Gravure effectuée d'après photographie.                                                             |       |
| 71                                       | 1877      | Portrait de Monsieur Érasme Bernard, architecte                                      | Eau-forte et pointe sèche          | 21,2 × 12,5 cm  | - |       |
| 72                                       | 1877      | Tête d'homme                                                                         | Eau-forte                          | 24,8 × 18 cm    | - |       |
| 73                                       | 1877      | Femme assise, lisant                                                                 | Eau-forte                          | 8,5 × 3,5 cm    | - |       |
| 74                                       | 1877      | Scène d'intérieur                                                                    | Eau-forte                          | 16,5 × 12,3 cm  | Sujet du no 64. |       |
| 75                                       | 1877      | Portrait de Monsieur Prosper Drion                                                   | Eau-forte et pointe sèche          | 21,5 × 11 cm    | Statuaire, directeur de l'Académie royale des beaux-arts de Liège. |       |
| 76                                       | 1877      | Buste d'homme assis près d'une table, dans un petit cercle                           | Eau-forte                          | 2,4 × 2,4 cm    | - |       |
| 77                                       | 1877      | Buste de femme le bras levé                                                          | Eau-forte                          | 6,3 × 5,2 cm    | - |       |
| 78                                       | 1877      | -                                                                                    | -                                  | -               | - |       |
| 79                                       | 1877      | Charges                                                                              | -                                  | -               | - |       |
| 80                                       | 1877      | Croquis divers                                                                       | -                                  | -               | - |       |
| 81                                       | 1877      | Tête de vieillard à barbe blanche                                                    | Eau-forte                          | 3,7 × 2,7 cm    | - |       |
| 82                                       | 1877      | Portrait de Nicolas Defrêcheux, poète wallon                                         | Eau-forte et pointe sèche          | 12,8 × 6,7 cm   | D'après photographie. |       |
| 83                                       | 1877      | Deux bustes de femmes                                                                | Eau-forte et pointe sèche          | 14,3 × 3,8 cm   | - |       |
| 84                                       | 1877      | Buste de femme                                                                       | -                                  | -               | - |       |
| 85                                       | 1877      | Portrait de Georges Terme                                                            | -                                  | -               | - |       |
| 86                                       | 1877      | Buste de femme assise le bras appuyé sur le dossier de sa chaise                     | Eau-forte et pointe sèche          | 11,5 × 6,5 cm   | - |       |
| 87                                       | 1877      | Portrait de Monsieur Terme                                                           | Eau-forte et pointe sèche          | 17,8 × 13,5 cm  | Antonin Terme, originaire de Lyon, est officier de marine et séjourne plusieurs fois en Chine et en Afrique. Il réside à Liège de 1865 à 1885 puis retourne à Lyon où il est nommé conservateur du musée industriel. Planche détruite.                        |       |
| 87bis                                    | 1877      | Pot sur un socle recouvert d'une draperie                                            | -                                  | -               | - |       |
| 88                                       | 1877      | Les joueurs d'échecs                                                                 | Eau-forte et pointe sèche          | 13 × 12,5 cm    | Léonard Hubert Zeyen (à gauche) et Antonin Terme (à droite). |       |
| 89                                       | 1877      | Griffonnement de têtes                                                               | -                                  | -               | - |       |
| 90                                       | 1877      | Jeune fille assise à une table et tenant un enfant                                   | Eau-forte                          | 23 × 17 cm      | Gravure basée sur un dessin de la même année. L'enfant dépeint n'est autre que le neveu d'Adrien de Witte, le petit Jacques Bernimolin dans les bras de sa mère ou de sa tante Charlotte.                                                                     |       |
| 91                                       | 1877      | Portrait de Gustave Halbart                                                          | -                                  | -               | - |       |
| 92                                       | 1877      | Portrait d'Henry Orban                                                               | Eau-forte et pointe sèche          | 23,5 × 15,5 cm  | Industriel liégeois qui est membre de la Société littéraire en 1882. C'est également un remarquable fleurettiste. |       |
| 93                                       | 1878      | Portrait de Beco                                                                     | -                                  | -               | D'après une gravure. |       |
| 94                                       | 1878      | Tête de vieux                                                                        | Eau-forte et pointe sèche          | 8 × 6 cm        | Gravure basée sur un dessin au crayon, Le vieux menuisier Collard en casquette, de 1874. |       |
| 95                                       | 1878      | Scène galante                                                                        | Eau-forte et pointe sèche          | 5,5 × 7,8 cm    | - |       |
| 96                                       | 1878      | Billets pour le jeu de bac                                                           | -                                  | -               | - |       |
| 97                                       | 1878      | Li voyège di Chaudfontaine                                                           | Eau-forte                          | 9,5 × 7 cm      | - |       |
| 98                                       | 1878      | Cendrillon (femme assise devant l'âtre)                                              | Eau-forte et pointe sèche          | 15,2 × 12 cm    | - |       |
| 99                                       | 1878      | Billet de bac (croquis)                                                              | Eau-forte                          | 17,9 × 24,9 cm  | - |       |
| 100                                      | 1879      | Billet de bac de vingt francs                                                        | Eau-forte                          | 18 × 25 cm      | - |       |
| 101                                      | 1879      | Têtes de femmes (croquis)                                                            | -                                  | -               | - |       |
| 102                                      | 1879      | L'indisposée (femme endormie)                                                        | Eau-forte et pointe sèche          | 17,9 × 13,5 cm  | - |       |
| 103                                      | 1879      | Cour et lavoir à Rome                                                                | Eau-forte et pointe sèche          | 11,2 × 17 cm    | - |       |
| 104                                      | 1879      | Paysan remettant des clous à ses souliers                                            | Eau-forte et pointe sèche          | 17,7 × 11,8 cm  | - |       |
| 105                                      | 1879      | Torse de femme                                                                       | Eau-forte et pointe sèche          | 12 × 7,8 cm     | - |       |
| 106                                      | 1879      | Portrait de Joseph Demoulin, poète                                                   | Eau-forte et pointe sèche          | 15,8 × 12 cm    | Joseph Demoulin (1825-1879) est un journaliste, auteur dramatique, romancier et poète belge. Auteur du recueil de poèmes Les Plébéiennes dont la présente gravure sert de frontispice.                                                                        |       |
| 107                                      | 1880      | La Lessiveuse                                                                        | Eau-forte et pointe sèche          | 23,5 × 16 cm    | Gravure dont les premiers états (jusqu'au 19e) datent de 1880 mais dont les états suivants (jusqu'au 36e) datent de 1888. La gravure est basée sur le tableau réalisé par l'artiste en 1879.                                                                  |       |
| 108                                      | 1880      | Ex-libris Antonin Terme                                                              | Eau-forte et pointe sèche          | 9 × 5 cm        | - |       |
| 109                                      | 1880      | Portrait d'Alwin de Stein, peintre                                                   | Eau-forte                          | 8 × 7 cm        | - |       |
| 110                                      | 1882      | Portrait d'Emmanuel Desoer                                                           | Eau-forte et pointe sèche          | 10,8 × 6,8 cm   | - |       |
| 111                                      | 1882      | Jeanne sur le muletier (Voltaire-La Pucelle)                                         | Eau-forte et pointe sèche          | 12 × 8 cm       | L'artiste s'inspire probablement des représentations existantes du Lai d'Aristote. |       |
| 112                                      | 1882      | Le château de Fallais                                                                | Eau-forte et pointe sèche          | 14,6 × 21 cm    | - |       |
| 113                                      | 1882      | Porte du château de Fallais                                                          | Eau-forte et pointe sèche          | 15,8 × 12 cm    | - |       |
| 114                                      | 1882      | Le comte de Fallais Henri Bourgogne                                                  | -                                  | -               | D'après une ancienne gravure. |       |
| 115                                      | 1882      | Portrait du général Poswick                                                          | Eau-forte et pointe sèche          | 14,2 × 10 cm    | - |       |
| 116                                      | 1883      | Portrait de Léonard Terry de trois quarts à droite                                   | Eau-forte et pointe sèche          | 19,3 × 11,4 cm  | - |       |
| 117                                      | 1883      | Portrait de Léonard Terry de trois quarts à gauche                                   | Eau-forte et pointe sèche          | 19,3 × 11,4 cm  | - |       |
| 118                                      | 1883      | Portrait de Léonard Terry de face                                                    | Eau-forte                          | 16 × 12 cm      | - |       |
| 119                                      | 1883      | Portrait d'Eugène Geefs, architecte                                                  | Eau-forte et pointe sèche          | 9,7 × 7,5 cm    | - |       |
| 120                                      | 1883      | Étude de tête                                                                        | eau-forte et pointe sèche          | 10 × 6,4 cm     | - |       |
| 121                                      | 1884      | Étude de tête de femme                                                               | -                                  | -               | - |       |
| 122                                      | 1884      | Croquis de têtes                                                                     | Eau-forte et pointe sèche          | 8 × 12 cm       | - |       |
| 123                                      | 1887      | Portrait d'Henri Peclers                                                             | Eau-forte et pointe sèche          | 16 × 12 cm      | Henri Peclers (1857-1886), est un journaliste et le fondateur du journal satirique Le frondeur. Gravure basée sur une photographie de Léonard Hubert Zeyen.                                                                                                   |       |
| 124                                      | 1887      | Portrait d'Henri Peclers                                                             | Eau-forte et pointe sèche          | 15,8 × 11,7 cm  | - |       |
| 125                                      | 1887      | Frontispice pour l'Histoire du Théâtre de Liège de Jules Martiny                     | Eau-forte et pointe sèche          | 16 × 11,7 cm    | - |       |
| 126                                      | 1888      | Portrait du général César Cui, compositeur de musique                                | Eau-forte                          | 20 × 13 cm      | Frontispice de l'ouvrage de la Comtessse de Mercy-Argenteau César Cui, esquisse critique. |       |
| 127                                      | 1888      | Petite tête de vieille femme italienne                                               | Eau-forte et pointe sèche          | 5 × 4 cm        | - |       |
| 128                                      | 1888      | Croquis de tête d'après Armand Rassenfosse                                           | -                                  | -               | - |       |
| 129                                      | 1888      | Petite tête de femme de fantaisie                                                    | Eau-forte et pointe sèche          | 3,8 × 2,3 cm    | - |       |
| 130                                      | 1888      | Vue à Rome avec le Tibre et Saint-Pierre                                             | Eau-forte, vernis mou et aquatinte | 10,8 × 15,9 cm  | - |       |
| 131                                      | 1888      | La partie d'échecs                                                                   | Eau-forte et pointe sèche          | 21,2 × 16,4 cm  | Allemands jouant aux échecs au café Greco à Rome. |       |
| 132                                      | 1889      | Étude de tête d'homme, avec un chapeau haut                                          | Eau-forte et pointe sèche          | 12 × 8 cm       | Autoportrait d'Adrien de Witte représenté « à la Romaine ». |       |
| 133                                      | 1889      | La projection lumineuse                                                              | Photogravure retouchée             | 25,8 × 20 cm    | Gravure basée sur un dessin à la plume et à la mine de plomb de 1882. |       |
| 134                                      | 1889      | Portrait d'Henri Simon                                                               | Eau-forte                          | 13,5 × 9,9 cm   | - |       |
| 135                                      | 1889      | Petite tête de femme                                                                 | -                                  | -               | - |       |
| 136                                      | 1889      | Portrait de Monsieur Mathieu Grandjean, bibliothécaire à l'université de Liège       | Eau-forte et pointe sèche          | 16 × 12 cm      | Mathieu Lambert Grandjean (1815-?) est nommé bibliothécaire de l'université de Liège en 1875. Pendant ses quatorze années de carrière, les collections vont s'accroître considérablement, gagnant 58 000 volumes, monnaies et estampes .                      |       |
| 137                                      | 1889      | Croquis de deux hommes attablés                                                      | Eau-forte                          | 10,5 × 14,5 cm  | - |       |
| 138                                      | 1889      | Portrait de Monsieur Léon d'Andrimont                                                | Eau-forte et pointe sèche          | 22 × 15,4 cm    | Député, président de la Banque Populaire. |       |
| 139                                      | 1889      | Buste de femme vu de dos avec la tête se tournant de profil                          | Eau-forte et vernis mou            | 14,8 × 10,8 cm  | - |       |
| 140                                      | 1889      | Portrait de Monsieur Jottrand                                                        | Eau-forte et pointe sèche          | 20 × 14 cm      | - |       |
| 141                                      | 1889      | Il curato a l'osteria                                                                | -                                  | -               | - |       |
| 142                                      | 1889      | Croquis divers                                                                       | Eau-forte et pointe sèche          | 15 × 10,8 cm    | Tête d'homme en chapeau haut, tête d'homme à l'aquatinte et femme en corset. |       |
| 143                                      | 1889      | Croquis de tête                                                                      | Aquatinte                          | 10,8 × 14,8 cm  | - |       |
| 144                                      | 1889      | Portrait du Docteur Firket, professeur à l'université de Liège                       | Eau-forte et pointe sèche          | 23,5 × 17,2 cm  | Charles Firket (1852-1928) étudie la médecine à l’université de Liège puis il se spécialise dans le domaine de l’anatomie pathologique, qu’il enseigne à partir de 1886. Il est aussi responsable du cours sur les maladies des pays chauds à partir de 1896. |       |
| 145                                      | 1889      | Croquis divers, buste de femme, trois têtes, etc.                                    | Eau-forte et pointe sèche          | 6,5 × 21,5 cm   | - |       |
| 146                                      | 1889      | La botteresse au bâton                                                               | Eau-forte et pointe sèche          | 20 × 14 cm      | - |       |
| 147                                      | 1889      | Botteresse soufflant sur sa tasse de café                                            | Eau-forte et pointe sèche          | 29,5 × 21,6 cm  | - |       |
| 148                                      | 1889      | Tête d'homme                                                                         | -                                  | -               | - |       |
| 149                                      | 1889      | Osteria al monte Testaccio                                                           | Eau-forte                          | 11 × 15,2 cm    | - |       |
| 150                                      | 1889      | Portrait de Monsieur Victor Chauvin, professeur à l'université de Liège              | Eau-forte et pointe sèche          | 24,7 × 18,3 cm  | - |       |
| 151                                      | 1889      | Buste de femme assise dans un fauteuil                                               | Eau-forte et pointe sèche          | 15 × 11 cm      | Regardant dans un grand livre qu'elle tient ouvert devant elle. |       |
| 152                                      | 1889      | Planche de croquis                                                                   | -                                  | -               | Un crâne, six têtes et une femme tordant du linge. |       |
| 153                                      | 1889      | Petite tête de femme dans le coin de droite en haut de la planche                    | -                                  | -               | - |       |
| 154                                      | 1889      | Un crâne                                                                             | Eau-forte                          | 30 × 21,8 cm    | - |       |
| 155                                      | 1889      | Tête de femme à trois quarts dans l'ombre, le regard dirigé en bas                   | Eau-forte et pointe sèche          | 20,8 × 14,1 cm  | - |       |
| 156                                      | 1889      | Paysan romain mangeant                                                               | Eau-forte et aquatinte             | 21,5 × 16 cm    | - |       |
| 157                                      | 1889      | Planche de croquis                                                                   | -                                  | -               | Femme nue couchée et quatre têtes. |       |
| 158                                      | 1889      | Planche de croquis                                                                   | Eau-forte et pointe sèche          | 19,7 × 12,7 cm  | Jeune femme en chapeau et gantée, assise et tenant son parapluie, et quatorze autres figures et têtes. |       |
| 159                                      | 1889      | L'amateur de tableaux                                                                | Eau-forte                          | 19,8 × 12,8 cm  | - |       |
| 160                                      | 1892      | Portrait de Monsieur Gérard Galopin                                                  | Eau-forte et pointe sèche          | 21,5 × 15 cm    | - |       |
| 161                                      | 1892      | -                                                                                    | -                                  | -               | - |       |
| 162                                      | 1892      | -                                                                                    | -                                  | -               | - |       |
| 163                                      | 1894      | Portrait de Félicien Rops                                                            | Eau-forte et pointe sèche          | 20 × 15 cm      | - |       |
| 164                                      | 1894      | Portrait de Monsieur Paul Van Hoegaerden                                             | Eau-forte et pointe sèche          | 20,8 × 13,8 cm  | - |       |
| 165                                      | 1894      | Portrait de Monsieur Ch. Morisseau                                                   | Eau-forte et pointe sèche          | 26 × 17,8 cm    | - |       |
| 166                                      | 1902      | Portrait de Monsieur Henri Clochereux                                                | Eau-forte et pointe sèche          | 26,7 × 20 cm    | Henri Clochereux (1827-1905) est avocat près de la Cour d'appel de Liège mais aussi le tuteur d'Henri Simon. |       |
| 167                                      | 1902      | Griffonnements : deux têtes, etc.                                                    | -                                  | -               | - |       |
| 168                                      | 1902      | Tête de femme baissée de profil à gauche                                             | Eau-forte et pointe sèche          | 10,2 × 6,5 cm   | Planche détruite. |       |
| 169                                      | 1902      | Torse de femme à droite                                                              | -                                  | -               | - |       |
| 170                                      | 1902      | Torse de femme vu de dos, la tête dans l'ombre, tournée de trois quarts à gauche     | Eau-forte                          | 27,9 × 17 cm    | Gravure basée sur un dessin de 1880. Planche effacée. |       |
| 171                                      | 1902      | Tête de femme de profil à droite                                                     | Eau-forte                          | 10,3 × 7,8 cm   | Planche effacée. |       |
| 172                                      | 1902      | Tête de femme                                                                        | -                                  | -               | Planche effacée. |       |
| 173                                      | 1902      | -                                                                                    | -                                  | -               | - |       |
| 174                                      | 1902      | Cinq têtes dont deux de femmes, une d'enfant et deux d'hommes sur une petite planche | Pointe sèche                       | 4,5 × 13,5 cm   | - |       |
| 175                                      | 1902      | -                                                                                    | -                                  | -               | - |       |
| 176                                      | 1902      | Tête de femme, de face                                                               | Eau-forte                          | 12,5 × 6,4 cm   | - |       |
| 177                                      | 1902      | Tête de femme, de trois quarts à gauche                                              | Eau-forte                          | 12,8 × 9 cm     | - |       |
| 178                                      | 1902      | Osteria al monte Testaccio                                                           | Eau-forte                          | 20,8 × 25,4 cm  | Planche non terminée. |       |
| 179                                      | 1902      | Buste de femme (no 155)                                                              | Eau-forte et pointe sèche          | 21,5 × 15,3 cm  | Planche plus grande et non terminée. |       |
| 180                                      | 1902      | Femme âgée, de face (croquis), tête de femme                                         | -                                  | -               | - |       |
| 181                                      | 1902      | Femme âgée, de face (croquis), tête de femme                                         | -                                  | -               | - |       |
| 182                                      | 1902      | Femme âgée, de face (croquis), tête de femme                                         | Eau-forte                          | 13 × 8,7 cm     | - |       |
| 183                                      | 1902      | La partie de musique                                                                 | -                                  | -               | Planche non terminée. |       |
| 184                                      | 1902      | Croquis au vernis mou                                                                | Vernis mou                         | 16 × 11 cm      | - |       |
| 185                                      | 1902      | La grand'mère de profil (no 49) tenant un enfant sur ses genoux                      | -                                  | -               | Planche non terminée. |       |
| 186                                      | 1902      | Torse de femme, la tête de profil à droite et penchée en bas                         | Eau-forte                          | 15,7 × 12,3 cm  | - |       |
| 187                                      | 1902      | Deux têtes de femmes, de profil à droite, l'une au dessus de l'autre                 | -                                  | -               | - |       |
| 188                                      | 1902      | Femme nue de face, vue jusqu'à mi-jambes                                             | -                                  | -               | Appuyée en arrière sur les mains, la tête penchée, de profil à droite (non terminée et effacée). |       |